# Фурудгох (Раштский район)
Фурудгох (тадж. Фурудгоҳ) — деха́ (сельский населённый пункт) в Раштском районе РРП Таджикистана. Входит в состав сельской общины (джамоата дехота) имени Нусратулло Махсума. Расстояние от села до центра района (пгт Гарм) — 8 км, до центра джамоата (село Казнок) — 4 км. Население — 356 человек (2017 г.), таджики. Население в основном занято сельским хозяйством (животноводство и растениводство). Земли орошаются главным образом водами горных источников.